# مذاب عالی (روستا)
مذال عالی (در عربی:  مَذال اَلعالی )
نام روستایی است در دهستان المَذاب از توابع استان صَعده در کشور یمن در شبه جزیره عربستان.

## جمعیت
جمعیت آن (۹۰) نفر (۹ خانوار) می‌باشد.